# Вісуттхітхеві
Вісуттхітхеві (*тай. พระนางวิสุทธิเทวี; д/н — 1578) — 16-й володарка держави Ланна у 1564—1578 роках. У бірманських хроніках згадується як Маха Деві (မဟာဒေဝီ).

## Життєпис
Походження є суперечливою. За однією версією була донькою володаря Кет Четтхарата, за іншою версією онукою останнього і молодшої доньки Тон Кхам. Була дружиною Мекута. У 1564 році після повалення останнього Баїннаун, правитель імперії Таунгу, призначив її правителькою Ланни.
Протягом свого володарювання домоглася стабільності володінь, зберігаючи вірність Таунгу, сплачуючи данину та відправляючи війська у військових кампаніях бірманців.
Її зображено в сучасній тайській епічній поемі «Епопея про війну Мінтайї проти Чіангмаї» (Кхлонг мангтхра роп Чіангмай, โคลงมังทรารบเชียงใหม่), де висувається версія шлюбу Вісуттхітхеві з Баїннауном. Втім жодні бірманські чи інші джерела не підтверджують це.
Померла в жовтні 1578 року, а звістка про її смерть дійшла до Пегу в січні 1579 року. Байіннаун призначив свого сина Норахта Мінсо її наступником. Прах Вісуттхітхеві поховано у чеді (ступі) храму Ват Лок Молі в Чіангмаї.